# Studio Azzurro
Studio Azzurro è un gruppo di artisti dei nuovi media, fondato nel 1982 da Fabio Cirifino (fotografia), Paolo Rosa (arte visiva e cinema) e Leonardo Sangiorgi (grafica) a Milano.

## Attività
"Ambito di ricerca artistica, che si esprime con i linguaggi delle nuove tecnologie", Paolo Rosa ha definito Studio Azzurro una "bottega d'arte contemporanea" che "non ha regole stabilite".
Il collettivo parte nell'82 con la videoarte, videoambientazioni interattive, e collegamenti con tutte le arti; vengono spesso descritti dei rituali del comportamento umano (Renato Barilli), soprattutto teatrali, secondo "Cinema Nuovo" con "intento politico" (oltre alle sperimentazioni, hanno anche una produzione di film tradizionali, per esempio «Il mnemonista»).
Alcune opere fanno parte di allestimenti museali o di installazioni interattive pubbliche; Il giardino delle anime è stato acquisito dalla New York Hall of Science – Flushing Meadows.

Il testo di SA Verità figura visione (1998) è scritto anche con il filosofo Jacques Derrida, con cui hanno in comune l'idea di opposizione alla realtà del contemporaneo. Alcune loro installazioni giocano un ruolo fondamentale anche nell'evoluzione del design.
Uno dei progetti è stata l'ideazione della mostra su De André che la Fondazione Fabrizio De André onlus ha organizzato anche al Palazzo Ducale di Genova; i temi di emarginazione e anarchia sono stati suddivisi in vari ambienti (parole, musica, persone, vita) svolti in percorsi multimediali.
Gli "ambienti sensibili" di Studio Azzurro sono stati giudicati una modalità di interazione tra l'osservatore e l'oggetto.

## Filmografia

### Video
- Facce di festa (1980)(selezione “L'Altro Cinema Europeo”, alla Mostra Internazionale d'Arte Cinematografica di Venezia)
- Lato D. (1983)(premiato al Filmmaker Doc di Milano)
- L'osservatorio nucleare del sig. Nanof (1985)(soggetto premiato al Filmmaker Doc di Milano)
- La variabile Felsen (1988)(con Cochi Ponzoni e Ida Di Benedetto)
- Dov'è Yankel?(1994)(presentato nella sezione “Finestra sulle Immagini” alla Mostra Internazionale d'Arte Cinematografica di Venezia)
- Il mnemonista (2000)(miglior film al Sulmonacinema Film Festival[17])

### Teatro
- 1985: Prologo a Diario segreto contraffatto (presentato a Roma, Teatro La Piramide)
- 1987: La Camera Astratta (presentato a Kassel, Documenta 8)
- 1988 Primo Scavo (presentato a Locarno, Parco di Maccagno, “Festival Internazionale Videoart”)
- 1990 Delfi (presentato a Parma, Festival Teatro 2, con musiche originali e performance di Moni Ovadia
- 1990 Kepler's Traum (presentato a Linz, Brucknerhaus, Ars Electronica)
- 1993 Ultima forma di libertà, il silenzio  (presentato alla XII edizione delle Orestiadi di Gibellina; progetto in collaborazione con Moni Ovadia)
- 2004 Neither (presentato all'Opernhaus di Stoccarda)[18]
- 2006 Galileo Studi per l'inferno (presentato all'Opernhaus di Norimberga)[19]

## Opere

### Installazioni / Videoarte
- 1982: Luci di inganni
- 1984: Due piramidi
- 1984: Il nuotatore (installazione sincronizzata con ventiquattro monitor, tredici programmi video e musiche originali di Peter Gordon, esposta a Palazzo Fortuny, Venezia)
- 1985: Vedute
- 1989: Storie per corse
- 1990: Traiettorie celesti
- 1992: Il giardino delle cose (titolo dell'opera e di una sezione della XVII Triennale di Milano)
- 1993: Il viaggio

### Installazioni interattive
- 1995: Tavoli: Perché queste mani mi toccano?
- 1995: Coro
- 1996: Totale della battaglia
- 1997: Il giardino delle anime (esposto allo Science and Technology Center di Amsterdam, dal 2001 è permanente presso la Hall of Science di New York)
- 1997: Il soffio sull'angelo
- 1998: Il gorgo
- 1999: Landing Talk
- 2000: Il bosco
- 2000: Dove va tutta ‘sta gente?
- 2001: Tamburi
- 2002: Le zattere dei sentimenti
- 2003: Meditazioni Mediterraneo
- 2006: Meditazioni Mediterraneo Collettiva mostra "alla luce del tempo" - Benevento, palazzo Paolo V
- 2010: Sensitive city (esposto alla Expo 2010, Padiglione Italia)
- 2010: Fabrizio De André, La mostra (Museo dell'Ara Pacis), Roma
- 2010: Geografie italiane (esposto al MAXXI)

### Progetti per musei
- 2000: Museo Audiovisivo Della Resistenza di Fosdinovo
- 2000: Museo Trilussa
- 2000: Museo Dandrade
- 2001: Museo dell'industria e del lavoro di Sesto
- 2005: Transatlantici: scenari e sogni di mare - Museo del Mare - Genova
- 2007: Montagna in Movimento- percorso multimediale permanente - Vinadio (CN)